# Schonungen
Schonungen település Németországban, azon belül Bajorországban. Lakosainak száma 7779 fő (2023. december 31.).

## Népesség
A település népessége az elmúlt években az alábbi módon változott:
| Lakosok száma | 8286 | 3970 | 7714 | 7661 | 7663 | 7701 | 7739 | 7773 | 7784 | 7779 |
|               | 1970 | 1975 | 2011 | 2012 | 2014 | 2015 | 2017 | 2019 | 2022 | 2023 |